# Believe Me (utwór muzyczny Julii Sawiczewej)
Believe Me – utwór rosyjskiej wokalistki Juliji Sawiczewej, nagrany i wydany w formie singla w 2004 oraz umieszczony na debiutanckim albumie studyjnym artystki pt. Wysoko. Piosenkę napisali Brenda Loring i Maksim Fadiejew.

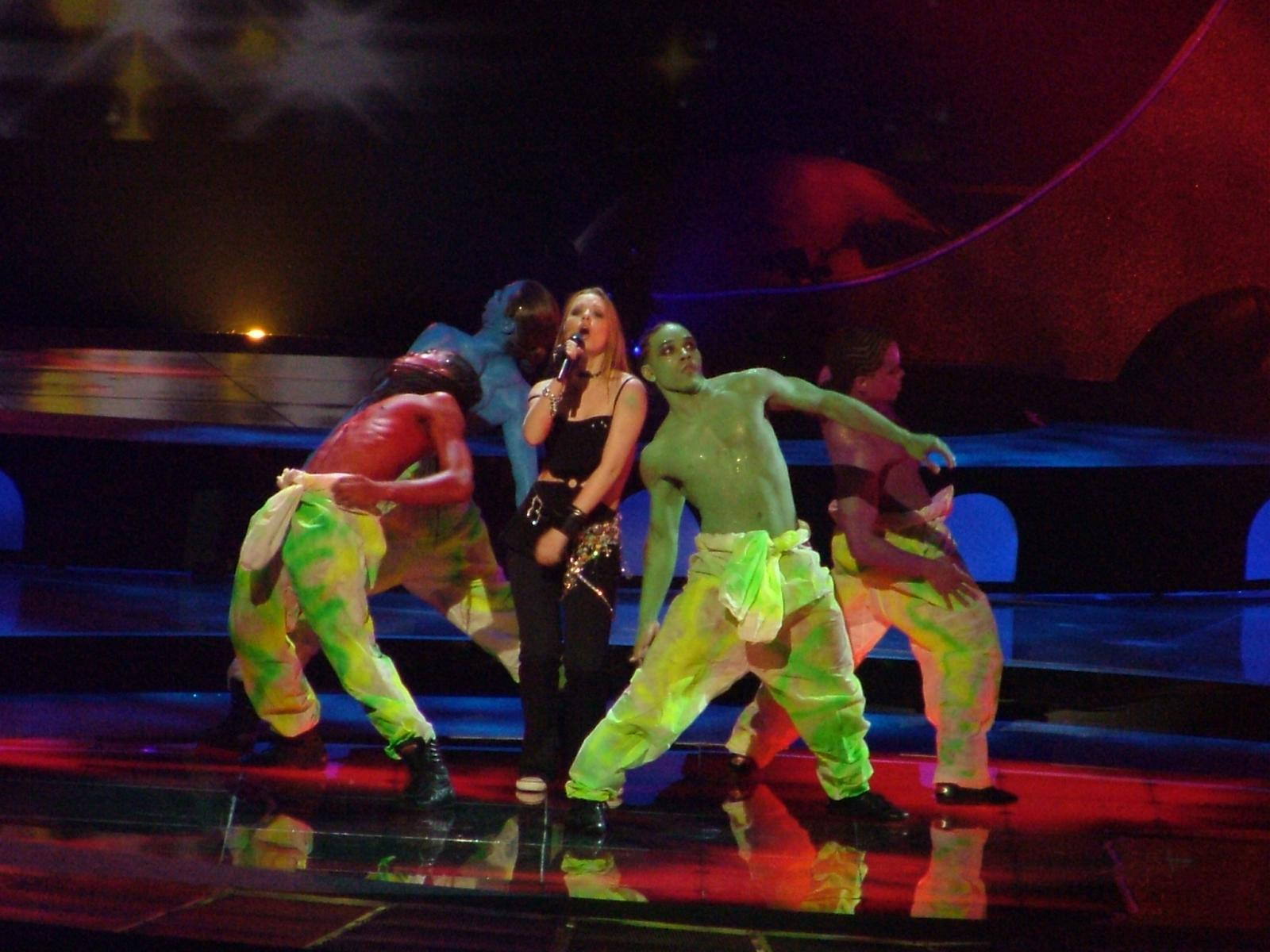
Sawiczewa w finale 49. Konkursu Piosenki Eurowizji, maj 2004

Utwór reprezentował Rosję podczas 49. Konkursu Piosenki Eurowizji organizowanego w Stambule w maju 2004, został wybrany wewnętrznie przez władze telewizji Pierwyj kanał spośród 3 tys. propozycji nadesłanej dla Sawiczewej. Wokalistka przyznała, że utwór „został nagrany w formacie eurowizyjnym, jak europejski przebój”. 15 maja utwór zajął 11. miejsce w finale, zdobywając 67 punktów, w tym maksymalną notę 12 punktów od Białorusi. 

## Lista utworów
CD Single
1. „Believe Me” (Radio Edit) – 2:49